# Kazimierz Kierski
Kazimierz Kierski z Kiekrza herbu Jastrzębiec (ur. 4 marca 1700, zm. 6 lipca 1788 w Ruchocicach) – kasztelan kamieński w latach 1777–1784.

## Rodzina
Urodził się w rodzinie Franciszka i Doroty Zakrzewskiej. Poślubił Joannę Marie Antoninę Tyszewicz (1718-1773), dnia 25 maja 1733 roku w Ruchocicach. Z małżeństwa urodziło się dziewięcioro dzieci: cztery córki i pięciu synów. Wśród jego prawnuków był Emil Kierski (1810-1874), publicysta i redaktor polski, Tadeusz Radoński (1804-1873), ziemianin, powstaniec listopadowy, Anastazy Radoński (1812-1881) ziemianin, powstaniec 1830, więzień polityczny poseł, Jędrzej Moraczewski (1802-1855) historyk, publicysta, polityk demokratyczny oraz Bibianna Moraczewska (1811-1887) literatka, konspiratorka.

## Pełnione urzędy
Urząd kasztelana Kamienia Krajeńskiego pełnił w latach 1777–1784. Cztery lata przed śmiercią zrezygnował z pełnionego urzędu.